# 스튜디오 아이엠

스튜디오 아이엠은 대한민국의 애니메이션 제작사이다. 정식명칭은 스튜디오 아이엠(주) (STUDIO IAM)이다. 위치는 서울특별시 금천구 가산동에 있다.
주로 미국 작품들을 주로 하며 드림웍스 마블 엔터테인먼트 워너 브라더스등 여러 회사와 작품들을 하고 있다